# كيمبريجشير الشمالية الغربية (دائرة انتخابية في المملكة المتحدة)
كيمبريجشير الشمالية الغربية (بالإنجليزية: North West Cambridgeshire)‏ هي إحدى الدوائر الانتخابية في المملكة المتحدة الممثلة في مجلس العموم في برلمان المملكة المتحدة.
عضو البرلمان الذي يمثلها حالياً هو :Mr Shailesh Vara (Con).